# Neomochtherus sinensis
Neomochtherus sinensis är en tvåvingeart som beskrevs av Ricardo 1919. Neomochtherus sinensis ingår i släktet Neomochtherus och familjen rovflugor. Inga underarter finns listade i Catalogue of Life.